# است. لیبوری (نبراسکا)
است. لیبوری(به انگلیسی: St. Libory) شهری در ایالت نبراسکا کشور ایالات متحده آمریکا است که جمعیت آن در سرشماری سال ۲۰۱۰ میلادی، ۲۶۴ نفر بوده‌است.